# Краснобор'є
Краснобо́р'є (рос. Красноборье) — присілок у складі Юргамиського району Курганської області, Росія. Входить до складу Островської сільської ради.
Населення — 49 осіб (2010, 55 у 2002).